# Cyphanta
Cyphanta är ett släkte av fjärilar. Cyphanta ingår i familjen tandspinnare.
Kladogram enligt Catalogue of Life:
| Cyphanta | \| \| Cyphanta chortochlora \| \| \| \| \| \| Cyphanta xanthochlora \| \| \| \| |
|          | \| \| Cyphanta chortochlora \| \| \| \| \| \| Cyphanta xanthochlora \| \| \| \| |
|          | Cyphanta chortochlora                                                           |
|          |                                                                                 |
|          | Cyphanta xanthochlora                                                           |
|          |                                                                                 |